# Suzuki 1100 Katana
La GSX 1100 SZ, SXZ, SD, SE, SAE, SBE, SM « 70th Anniversary », SL et SSL, et GS 1100 SD Katana est un modèle de moto issu du catalogue du constructeur japonais Suzuki.
La SXZ est une version spéciale pour la Nouvelle-Zélande, pour la compétition. L'embrayage, les arbres à cames, les carburateurs sont retravaillés. Les roues sont à rayons.
La version SBE a été créée pour Yokohama Racing et produite à 500 exemplaires. Elle est rouge et argent, avec garde-boue et selle rouge.
Le modèle SM « 70 Anniversary » célèbre les 70 ans de la marque. Elle est pratiquement la copie du premier modèle de 1981, seul le freinage ayant été remis au goût du jour. Elle n'est sortie qu'à 1 000 exemplaires.
L'année 1994 voit le retour de la 1100 SR. Le système de fourche antiplongée est supprimé au profit d'une fourche simple de 37 mm de diamètre. Le comportement est plus sage, pour coller à la nouvelle réglementation japonaise. La puissance est ramenée à 95 ch à 8 500 tr/min pour un couple de 8,6 kg m à 4 000 tr/min. Le réservoir perd deux litres de capacité.
La SY Final Edition est produite en 2000 et reprend les bases du modèle SR. Le freinage est amélioré avec l'adoption, à l'avant, de disques flottants de 300 mm de diamètre avec des étriers Tokico à quatre pistons. Elle sort en série limitée à 1 100 exemplaires. Le moteur, les jantes et le té de fourche supérieur sont peints en noir ; elle reçoit une plaque numérotée. Elle met fin à une grande lignée de motos.
Ces deux dernières versions ne sont vendues qu'au Japon.